# Lorenzo Squizzi
Lorenzo Squizzi (Domodossola, 20 giugno 1974) è un allenatore di calcio ed ex calciatore italiano, di ruolo portiere, preparatore dei portieri della Cremonese.

## Carriera

### Giocatore
Acquistato all'età di 17 anni dalla Juventus, a metà degli anni 90 è l'estremo difensore della squadra Primavera allenata da Antonello Cuccureddu, con cui nel 1994 vince il Torneo di Viareggio e il campionato di categoria, e l'anno seguente la Coppa Italia Primavera. Contemporaneamente è nei ranghi della prima squadra in qualità di terzo portiere, dietro alla coppia Peruzzi-Rampulla, fregiandosi nella stagione 1994-1995 del double scudetto-coppa nazionale: se il debutto in Serie A, il 4 giugno 1995 a Torino, consta di pochi minuti allo scadere dell'ultima e ormai ininfluente partita vinta 3-1 sul Cagliari, tre giorni dopo ha invece modo di contribuire attivamente al successo juventino in Coppa Italia, subentrando all'infortunato Rampulla a metà ripresa nella finale di andata contro il Parma, disputata anch'essa a Torino e vinta 1-0.
Al termine dell'annata lascia il club bianconero e inizia un lungo peregrinare di squadre in giro per l'Italia. Passa dapprima alla SPAL dove colleziona solo un paio di apparizioni, mentre nel torneo 1996-1997 è titolare tra i pali dell'Atletico Catania, in Serie C1. Nell'estate successiva compie il salto di categoria, diventando portiere della Lucchese in Serie B. Dopo la retrocessione della squadra toscana, nel settembre 1999 si accasa quindi alla Salernitana. Svincolatosi dai campani nel giugno 2000, nel successivo novembre firma per la Reggiana. Passa poi al Monza, che dopo la retrocessione della stagione 2001-2002 lo gira in prestito dapprima al Cesena, per poi cederlo al Catania che lo schiera titolare nel campionato cadetto 2003-2004. L'anno dopo rimane nella stessa categoria passando al Perugia, dove rimane sino al fallimento della compagine umbra sopraggiunto a fine stagione.
Dopo avere chiuso un decennio in cui ha cambiato quasi una maglia all'anno, nell'agosto 2005 viene ingaggiato in massima serie dal Chievo quale secondo di Fontana, giocando ciò nonostante diverse partite per i problemi fisici di questi; l'anno dopo parte ancora indietro nelle gerarchie dei clivensi, stavolta come riserva di Sicignano, tuttavia a metà campionato conquista il posto tra i pali anche a causa di un infortunio occorso a quest'ultimo tanto che poi, la stagione successiva, vince da titolare coi gialloblù la Serie B 2007-2008. Rimane a Verona per nove anni consecutivi, lasciando via via la porta a colleghi più giovani e giocando la sua ultima partita il 19 maggio 2014, contro l'Inter, indossando la fascia di capitano. Il 13 agosto seguente, nel corso della preparazione estiva del club clivense, annuncia il ritiro dal calcio giocato.
In carriera ha totalizzato complessivamente 44 presenze in Serie A e 153 in Serie B.

### Allenatore
All'inizio della stagione 2014-2015 gli viene affidato il ruolo di preparatore dei portieri nelle giovanili del Chievo. Dopo l'esonero di Eugenio Corini da allenatore della prima squadra clivense, diventa collaboratore tecnico di Rolando Maran. Rimane nei ranghi del Chievo fino al termine della stagione 2020-2021, quando la società gialloblù viene esclusa dai campionati per inadempienze finanziarie.
Nell'estate 2021 collabora alla nascita della Clivense, nuovo sodalizio veronese fondato dall'ex compagno di squadra Sergio Pellissier. Il successivo 7 ottobre torna a lavorare come preparatore dei portieri, venendo ingaggiato dal Vicenza in sostituzione di Marco Zuccher; ricopre il ruolo fino all'ottobre del 2023.
Il 6 luglio 2024, dopo l'ingaggio di Davide Nicola da parte del Cagliari, viene inserito nello staff tecnico con il ruolo di preparatore dei portieri. Il 2 luglio 2025 segue Nicola nello staff tecnico della Cremonese, sempre in qualità di preparatore dei portieri.

## Palmarès

### Giocatore

#### Competizioni giovanili
- Campionato Primavera: 1

Juventus: 1993-1994
- Torneo di Viareggio: 1

Juventus: 1994
- Coppa Italia Primavera: 1

Juventus: 1994-1995

#### Competizioni nazionali
- Campionato italiano: 1

Juventus: 1994-1995
- Coppa Italia: 1

Juventus: 1994-1995
- Campionato italiano di Serie B: 1

Chievo: 2007-2008